# Harry Young
Harry R. L. Young foi um ciclista canadense que competia em provas de ciclismo de pista. Ele representou o Canadá nos Jogos Olímpicos de Verão de 1908, em Londres.